# Joyce Malebogo Arone
Joyce Malebogo Arone (* 3. Dezember 1980) ist eine Badmintonspielerin aus Botswana. 

## Karriere
Joyce Malebogo Arone nahm 2002 in allen vier möglichen Disziplinen an den Commonwealth Games in der englischen Stadt Manchester teil. Mit dem Team schied sie dabei in der Gruppenphase und im Damendoppel und Mixed jeweils in der ersten Runde aus. Im Dameneinzel schied sie in Runde zwei aus. Bei den Botswana International 1999 belegte sie Rang drei.

## Referenzen
- http://bwf.tournamentsoftware.com/profile/overview.aspx?id=F125AACE-7028-4584-920C-6FAF3BF10B1F

| Personendaten    | Personendaten                   |
| ---------------- | ------------------------------- |
| NAME             | Arone, Joyce Malebogo           |
| KURZBESCHREIBUNG | botswanische Badmintonspielerin |
| GEBURTSDATUM     | 3. Dezember 1980                |